# Сорока, Иван Николаевич
Иван Николаевич Сорока (24 июня 1916, с. Красное-2, Воронежская губерния — 1988, Минск) — командир дивизиона 161-го гвардейского отдельного артиллерийского полка 7-й гвардейской армии Степного фронта, гвардии капитан. Герой Советского Союза.

## Биография
Родился 11 июня 1916 года в селе Красное-2 (ныне — Алексеевского района Белгородской области) в крестьянской семье. В 1937 году окончил 7 летнюю школу, в 1938 году окончил ветеринарный зоотехникум в городе Россошь Воронежской области. Работал бригадиром на Московской птицефабрике.
В Красной Армии с 15 сентября 1938 года. В 1940 году окончил 1-е Московское артиллерийское училище. Участвует в Великой Отечественной войне с июня 1941 года. С июня по август 1941 года заместитель командира батареи 152-го корпусного тяжелого артиллерийского полка. С августа 1941 по февраль 1942 года командир батареи этого же полка. С февраля по август 1942 помощник начальника штаба 630-го артиллерийского полка. С августа 1942 года по май 1943 года помощник начальника штаба 1111-го пушечного артиллерийского полка РГК. С мая по сентябрь 1943 года командир дивизиона 161-го гвардейского армейского пушечного артиллерийского полка. Член ВКП(б)/КПСС с 1943 года.
Командир дивизиона 161-го гвардейского отдельного артиллерийского полка гвардии капитан Иван Сорока умело организовал 29 сентября 1943 года форсирование реки Днепр в районе села Бородаевка Верхнеднепровского района Днепропетровской области Украины. Вверенный гвардии капитану Сороке артиллерийский дивизион подавил вражеские огневые точки и вместе со стрелковыми подразделениями захватил рубеж. После этого, в течение двадцати дней воины дивизиона гвардии капитана Сороки И. Н. отразили около семидесяти контратак противника, нанеся ему значительный урон в живой силе и технике, чем обеспечили переправу через Днепр других подразделений.
Указом Президиума Верховного Совета СССР от 26 октября 1943 года за образцовое выполнение боевых заданий командования и проявленные при этом мужество и героизм гвардии капитану Сороке Ивану Николаевичу присвоено звание Героя Советского Союза с вручением ордена Ленина и медали «Золотая Звезда».
С сентября 1943 года по апрель 1945 года начальник штаба 161-го гвардейского армейского пушечного артиллерийского полка.
В 1945 году он окончил Высшую офицерскую артиллерийскую школу, после окончания был заместителем командира 85-го гвардейского гаубичного артиллерийского полка по строевой части. В 1954 году окончил Военную академию имени М. В. Фрунзе. С 5 октября 1963 года полковник И. Н. Сорока — в запасе.
Жил в Минске. Работал экспедитором Минского Центрального универсального магазина. Умер в 1988 году.

## Награды
- Герой Советского Союза (29.09.1943, медаль «Золотая Звезда» № 1396)[1];
- Орден Ленина (29.09.1943)[1];
- Два ордена Отечественной войны I степени (25.07.1943[2], 6.04.1985[3]);
- Два ордена Красной Звезды (9.02.1943[4], 26.10.1955[5]);
- Медаль «За боевые заслуги» (20.06.1949)[6];
- Медаль «За оборону Сталинграда»;
- Медаль «За победу над Германией в Великой Отечественной войне 1941—1945 гг.»;
- другие медали СССР